# Sidi Boumehdi
Sidi Boumehdi (àrab سيدي بومهدي) és una comuna rural de la província de Settat de la regió de Casablanca-Settat. Segons el cens de 2014 tenia una població total de 5.081 persones.